# Compassion (episodio de Wilfred)
«Compassion» (en español: «Compasión») es el noveno episodio de la primera temporada de la serie de humor negro Wilfred. Se estrenó originalmente en Estados Unidos el 18 de agosto de 2011 mediante FX. En el episodio Ryan accede a cuidar a su madre quien sale de un centro de bienestar.

## Cita del comienzo
"no hagas juicios donde no tienes compasión."
Anne McCaffrey

## Argumento
Por la mañana, Ryan recibe un mensaje por el buzón de voz del Dr. Cahil, un psiquiatra que trabaja en el centro de bienestar donde está su madre, él le pide que valla y hablen sobre su madre, Jenna llega a la casa de Ryan y lleva a Wilfred con un cuello isabelino. Él les cuenta a ambos que visitará a su madre, Jenna le comenta que saldrá de la ciudad junto con Drew. En el Centro de bienestar, Ryan le platica a Wilfred los sucesos por los cuales su madre, Catherine, fue ingresada involuntariamente al lugar, le cuenta que ella tenía problemas muy seguido con su padre cuando él era niño. Él dice recordar perfectamente como ella arruinó una cena que el padre de Ryan tenía con un importante ejecutivo de la empresa donde trabajaba. Al ser ingresada, sólo ocupaba 72 horas para poder salir del lugar, sin embargo, prefirió quedarse ahí. En la oficina del Dr. Cahil, él le platica a Ryan que su madre está lista para abandonar ese lugar, le pide que sea Ryan quien se encargue de cuidarla, Wilfred le aconseja que él la abandone como ella lo hizo en el pasado. Sin embargo, Ryan acepta. Catherine, recurentemente habla del padre de Ryan. Wilfred al principio no le gusta la idea de tenerla en la casa, sin embargo, después de que ella le quita una astilla que tenía en la mano, él cambia totalmente de opinión. Por toda la mañana, Catherine hace cosas que irritan a Ryan. Mientras pasean, Ryan se queja con Wilfred acerca de las acciones de su madre, pero él la defiende, argumentando que es buena madre y que está con ellos, no como Jenna que siempre sale de la ciudad. Wilfred comienza a referirse a Catherine como su madre. Al llegar a casa, Ryan mira a Catherine con una manta en el suelo y revolcándose en tinta, con vecinos observándola. Más tarde mientras Ryan reclama a su madre acerca de sus malas acciones, Jenna regresa del viaje, Ryan se sorprende pues pensó que ella tardaría más. Catherine sale junto con Wilfred y se encuentran con Jenna. Wilfred enojado con Jenna la ignora y le da más atención a Catherine. Ryan se ve forzado a presentarle a Jenna a su madre. Jenna acompaña a Catherine y Ryan en un desayuno. Catherine comienza a hacer actos que provocan vergüenza en Ryan. Ryan le dice que la regresa al centro de bienestar. Wilfred le comenta que ella comenzó con su "locura" antes después de que Ryan naciera, por tanto hace pensarle que él también tenga el problema de su madre, la locura. Al día siguiente al llegar al centro de bienestar, el Dr. Cahil habla con Ryan acerca de su situación, pues Catherine, encontró las cartas suicidas que Ryan escribió hace tiempo (En el episodio Happiness, cuando Wilfred las estaba mordiendo. Ryan se da cuenta de que Wilfred hizo eso a propósito de desviar la atención del reingreso de Catherine al centro, Ryan desesperadamente les confiesa que todo eso es parte del plan de Wilfred para robar a su madre, con esas declaraciones,Ryan es puesto en ingreso involuntario de 72 horas para determinar su salud mental. Tres días después Ryan es liberado, al diagnosticarle no ser un peligro para su integridad o la de los demás. Antes de abandonar el centro, habla con su madre y se disculpa con ella. Él promete visitarla más seguido y estar más en contacto con ella.

## Recepción

### Audiencia
"Compassión" fue visto por 1.04 millones de personas en su estreno original por FX en Estados Unidos.

### Recepción crítica
Dan Forcella" de TV Fanatic dio al episodio un 5.0 sobre 5.0 comentando: "El jurado aún está deliberando sobre si  "Compassion" fue el episodio más divertido de Wilfred hasta ahora, pero no hay duda de que fue la más significativa."